# 榆树沟管理处
榆树沟管理处是中华人民共和国河北省张家口沽源县下辖的一个类似乡级单位，实际属于塞北管理区，是管理区工委、管委驻地。

## 行政区划
下辖以下地区：围子村、榆树沟村和小北营子村。